# Gonadoblastom
Das Gonadoblastom (von altgriechisch γόνος, γονάδο gonos, gonado, deutsch ‚Gonade‘ und βλάστημα blástema, deutsch ‚Blastom‘) ist ein seltener, meist Hormone produzierender Tumor, der von den Keimzellen und den von der Keimleiste abstammenden Zellen ausgeht.
Ursprungsgewebe sind im Gegensatz zum Keimzelltumor nahezu ausschließlich fehlgebildete Gonaden.
Es handelt sich um einen gutartigen, gemischt aus Gewebe der Genitalleiste und der Urkeimzellen bestehenden Tumor mit einem Entartungsrisiko.
Die Erstbeschreibung stammt aus dem Jahre 1970 durch den US-amerikanischen Pathologen Robert E. Scully.

## Verbreitung
Die Häufigkeit ist nicht bekannt, die Tumoren werden meist vor dem 30. Lebensjahr entdeckt, in 95 % liegt ein männlicher Genotyp bei jedoch weiblichem Erscheinungsbild vor, in 80 % besteht eine Gonadendysgenesie
Das Gonadoblastom macht 0,5 % aller Hodentumore aus.
Häufig besteht eine Assoziation mit einem Dysgerminom.

## Klinische Erscheinungen
Klinische Kriterien sind:
- Karyotyp meistens 46,XY; 45,X/46,XY; oder 45,XO
- Äußeres Erscheinungsbild in 80 % weiblich

## Therapie
Obwohl nur kaum Daten zur tatsächlichen Entartung vorliegen, wird meist die vorbeugende Entfernung fehlentwickelter Gonaden empfohlen.